# Adesmus nigrocinctus
Adesmus nigrocinctus là một loài bọ cánh cứng trong họ Cerambycidae.